# 육질충류

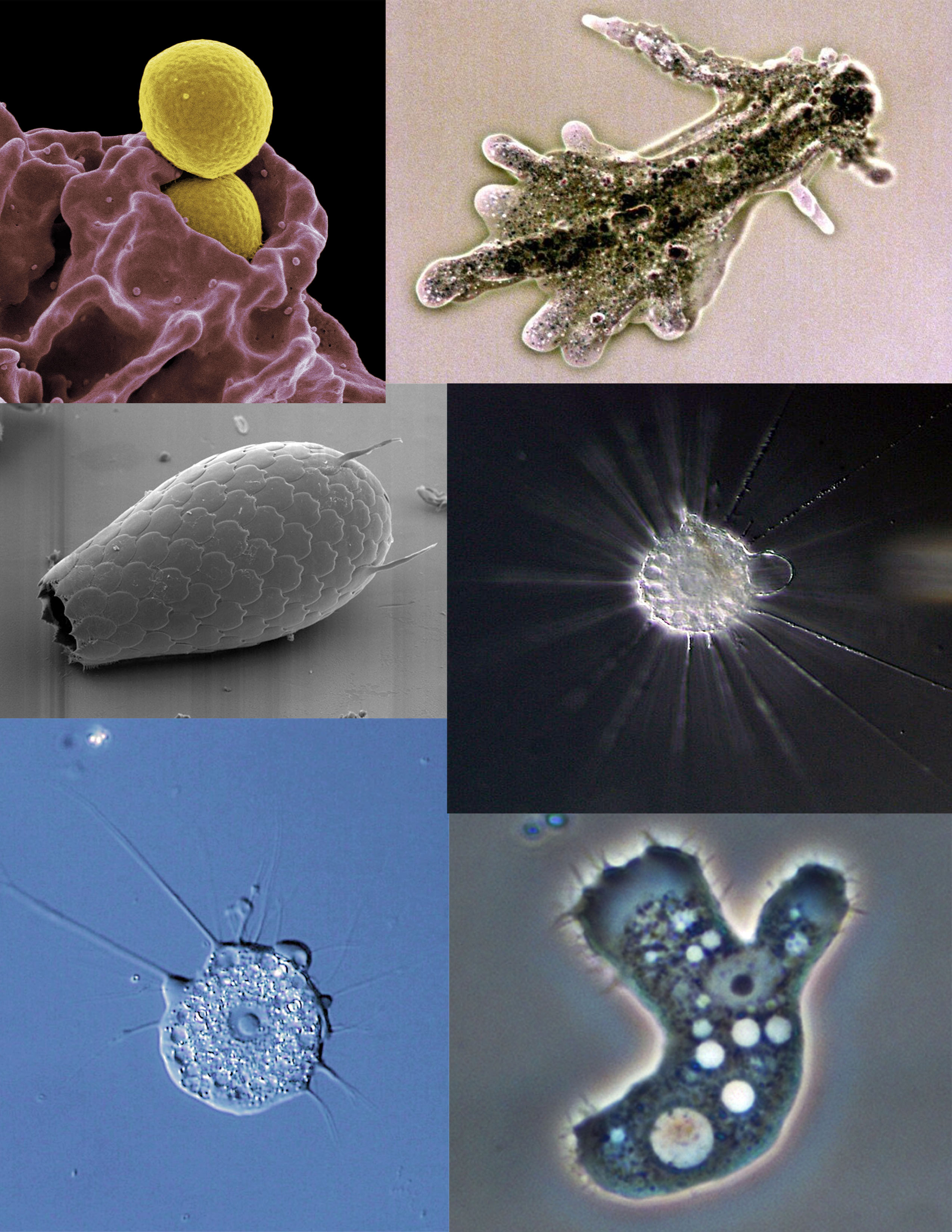
위 오른쪽에서 시계 방향: Amoeba proteus, Actinophrys sol, Acanthamoeba sp., Pompholyxophrys sp., Euglypha sp., neutrophil (박테리아 소화)

육질충류(肉質蟲類, amoeba)는 세포 기관인 위족이 있어 이것으로 먹이를 잡거나 이동운동을 한다. 민물·바닷물·흙 등에 널리 분포하는데, 주로 물속에 부유하거나 물 밑바닥에서 생활한다. 몸은 벌거숭이거나 바깥쪽이나 안쪽에 껍데기를 갖고 또 골격을 갖는 종류도 분열법으로 무성생식을 하며, 유성생식을 할 경우에는 편모가 있는 배우자, 드물게는 아메바 상의 배우자를 만든다. 아메바, 유공충, 태양충, 방산충 등이 이에 속한다.